# 韋爾斯 (上奧地利州)
韋爾斯（德語：Wels，德語發音：[vɛls] ⓘ）是奧地利西北部上奧地利州的一個法定城市。韋爾斯是上奧地利州內的第二大城市。韋爾斯本身不屬於任何一個縣管轄，但韦尔斯乡村县的縣政府位於韋爾斯市內。